# بو بارتليت
بو بارتليت (بالإنجليزية: Bo Bartlett)‏ هو رسام أمريكي، ولد في 29 ديسمبر 1955 في كولومبوس في الولايات المتحدة.